# Реставрация (фильм, 2011)
«Реставрация» (англ. Restoration, ориг. назв. «Доброе утро, господин Фидельман», ивр. בוקר טוב אדון פידלמן‎) — израильский фильм-драма 2011 года режиссёра Йоси Мадмони на сценарий Эреза Кав-Эля. Удостоен Приза им. Хаджаджа (Иерусалимский международный кинофестиваль), «Хрустального глобуса» (кинофестиваль в Карловых Варах) и приза за лучший сценарий кинофестиваля «Сандэнс».

## Сюжет
Яаков Фидельман — мастер-реставратор, специалист по деревянной мебели. Но реставрации требуют не только вещи, но и отношения между людьми. Партнёр Фидельмана, Максим Маламуд, «лицо» и финансовый директор реставраторской фирмы, умирает во время секса с проституткой, и старый мастер оказывается один на один с финансовыми проблемами. Депрессию Яакова усугубляет то обстоятельство, что Максим на протяжении многих лет был частью его «я», заменяя ему недостающие черты характера, и теперь он чувствует себя неполноценным человеком. Его собственный сын Ноах, успешный адвокат, видел в Маламуде отца в большей степени, чем в своём биологическом отце, и теперь уговаривает того закрыть дело.
Новая линия в сюжете связана с появлением загадочного Антона — пианиста неизвестного происхождения. Антон становится помощником Яакова в мастерской, где они работают над восстановлением старинного «Стейнвея» (у которого нужно не только реставрировать деревянные части, но и полностью менять «начинку»), и постепенно занимает в его жизни место сына. К тому же у Антона завязываются слишком тесные отношения с беременной женой Ноаха Хавой...

## В ролях

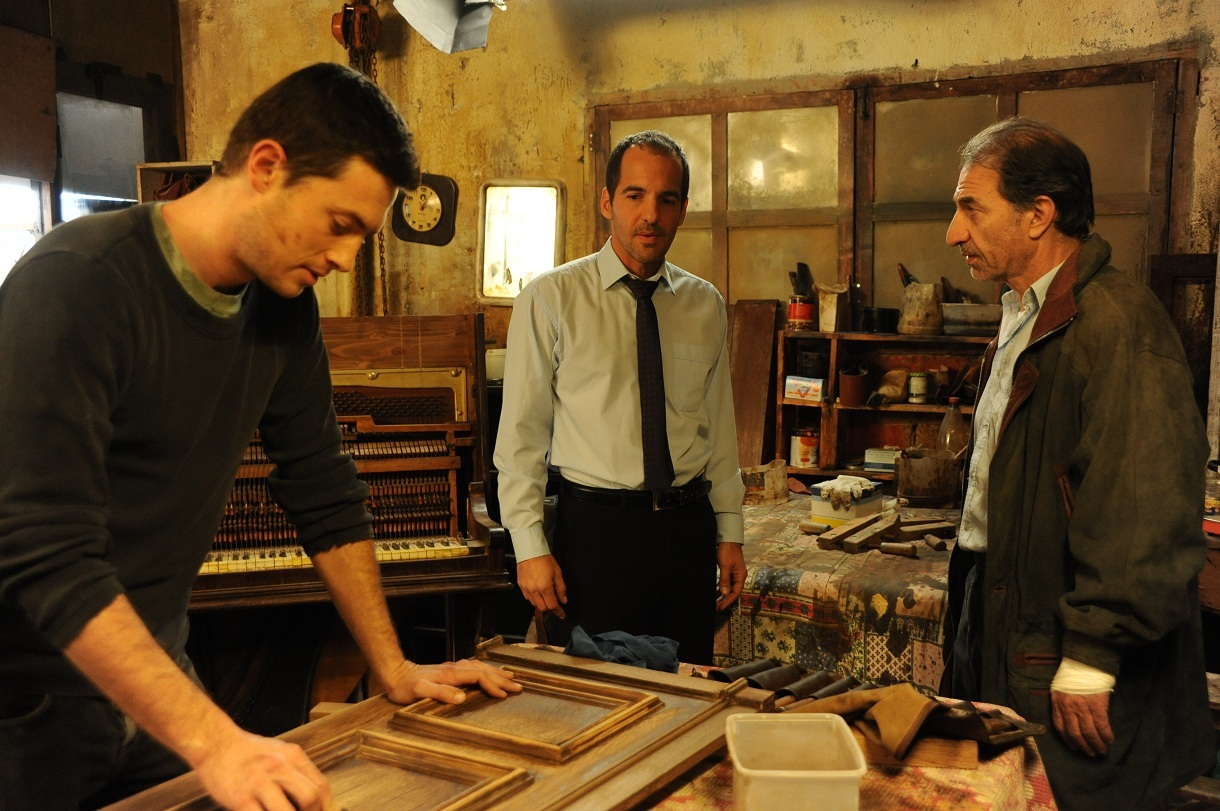
Кадр из фильма

- Сасон Габай — Яаков Фидельман
- Нево Кимхи — Ноах Фидельман
- Генри Давид — Антон
- Сара Адлер — Хава, жена Ноаха
- Рами Данон — Максим Маламуд
- Яаков Башири
- Ави Берман
- Рут Буренштейн
- Рут Геллер
- Исраэль Демидов
- Нив Коэн
- София Острицки
- Шай Софер
- Акива Элиаш

## Съёмочная группа
- Режиссёр — Йоси Мадмони
- Сценарист — Эрез Кав-Эль
- Продюсер — Хаим Шарир
- Оператор — Боаз-Йонатан Яаков
- Композитор — Ави Белели
- В фильме использована музыка Жана-Филиппа Рамо, Эрика Сати и Людвига ван Бетховена

## Отзывы
Критик журнала Variety Джон Андерсон высоко оценил как актёрскую игру Сасона Габая (исполнителя заглавной роли) и Сары Адлер, создающей цельный образ Хавы, не опускаясь до стереотипов затюканной жены или игрушки любовника, так и операторскую работу Боаза-Йонатана Яакова. Особо он отмечает сюжет картины, который называет квази-шекспировским и проводит параллели с образами в работах Рода Серлинга; по словам Андерсона, рояль «Стейнвей» — это метафора всей главной сюжетной линии фильма, линии персонажа, чью жизнь не восстановить внешней отделкой, пока не будет «реставрирована» его душа. Бен Сакс из Chicago Reader, помимо актёрской работы Габая, отмечает режиссуру Йоси Адмони, который не пошёл по лёгкому пути и не сделал из предложенного ему сюжета мелодраму; вместо этого каждый поворот сюжета, каждая сцена работы реставратора сняты тщательно и детально.

## Награды и номинации
- Кинофестиваль в Карловых Варах — «Хрустальный глобус» (Гран-при, 2011)[3]
- Иерусалимский международный кинофестиваль — Приз имени Хаджаджа (Гран-при, 2011)[4]
- Сандэнс — приз World Cinema за лучший сценарий кинодрамы (2011)[5]
- премия Израильской киноакадемии «Офир» — приз за лучшую музыку (Ави Белели, 2011)[6]
- Сандэнс — номинация на Гран-при (2011)[7]
- Asia Pacific Screen Awards — номинация в категории «Лучший актёр» (Сасон Габай, 2011)[7]
- «Офир» — номинации в категориях «Лучший фильм», «Лучший режиссёр», «Лучший актёр» (2011)[7]